# Hipossuficiência
Hipossuficiência é um instituto do Direito Civil, criado pelo legislador patronio que pretendia proteger o consumidor nas relações consumeristas, onde se constatava a preponderância do fornecedor em face do consumidor. Geralmente podemos constatar a presença da hipossuficiência em relações de um cliente contra um banco, cujo contrato de adesão o torna a parte mais fraca da relação.